# Чэнь Сяоцзян
Чэнь Сяоцзян (кит. 陈小江, род. июнь 1962, Лунъю, Чжэцзян) — китайский государственный и политический деятель, Первый заместитель заведующего Отделом Единого фронта ЦК КПК с 11 февраля 2022 года.
Ранее председатель Госкомитета КНР по делам национальностей (2020—2022), заместитель главы Центральной комиссии КПК по проверке дисциплины и заместитель председателя Государственного надзорного комитета КНР (2017—2020), председатель Комитета водного хозяйства реки Хуанхэ (2011—2015).
Член Центрального комитета Компартии Китая 20-го созыва.

## Биография
Родился в июне 1962 года в уезде Лунъю, провинция Чжэцзян.
В 1980 году поступил на факультет электротехники Уханьского института водного хозяйства и электроэнергетики (позднее вошёл в состав Уханьского университета), который окончил в 1984 году с дипломом бакалавра по специальности «энергосистемы и их автоматизация». В январе 1983 года вступил в Коммунистическую партию Китая.
В августе 1984 года принят на работу в информационное агентство China Electric Power, где последовательно занимал должности редактора, заместителя начальника отдела и главного редактора. С июня 1988 года — заместитель начальника отдела энергетики газеты China Water Conservancy and Electric Power Newspaper, в июле следующего года — начальник отдела, с августа 1993 года на должности заместителя главного редактора этого журнала. В мае 1995 года занял пост президента и главного редактора China Water Conservancy News, а в апреле следующего года также возглавил партотделение КПК редакции издания.
В 1998 году переведён в структуру Министерства водного хозяйства КНР. В апреле 2008 года назначен начальником одного из управлений Министерства, в марте 2011 года — председатель Комитета водного хозяйства реки Хуанхэ.
В августе 2015 года возглавил отдел пропаганды Центральной комиссии КПК по проверке дисциплины, проработал в этой должности всего семь месяцев.
В мае 2016 года направлен секретарём (главой) комиссии КПК по проверке дисциплины в северо-восточную провинцию Ляонин, одновременно вошёл в состав Постоянного комитета парткома КПК провинции.
В мае 2017 года отозван в Пекин и назначен заместителем министра контроля КНР. 25 октября 2017 года одновременно занял пост заместителя секретаря Центральной комиссии КПК по проверке дисциплина (в ранге министра). С 11 марта 2018 года — заместитель председателя вновь образованной Государственной надзорной комиссии КНР.
24 декабря 2020 года назначен исполняющим обязанности председателя Государственного комитета КНР по делам национальностей, утверждён в должности 26 декабря того же года на 24-й сессии Постоянного комитета Всекитайского собрания народных представителей 13-го созыва. Одновременно — заместитель заведующего Отделом Единого фронта ЦК КПК по совмещению должностей.
11 февраля 2022 года переведён на должность Первого заместителя заведующего Отделом Единого фронта ЦК КПК.